# L'Éclaireur (film, 2006)
Pour les articles homonymes, voir L'Éclaireur.
Pour plus de détails, voir Fiche technique et Distribution.
L'Éclaireur est un film français réalisé par Djibril Glissant et sorti en 2006.

## Fiche technique
- Titre : L'Éclaireur
- Réalisation : Djibril Glissant
- Scénario : Céline Bozon, Djibril Glissant et Gilles Marchand
- Photographie : Céline Bozon
- Costumes : Élisabeth Mehu
- Musique : Vincent Courtois
- Montage : Catherine Aladenise
- Son : Laurent Gabiot et Bruno Reiland
- Production : Onyx Films - Lumen Films
- Pays :  France
- Genre : fantastique
- Durée : 85 minutes
- Date de sortie : France - 17 mai 2006

## Distribution
- Grégoire Colin : Aton Diamanti
- Romane Bohringer : Nina
- Jackie Berroyer : Marco Diamanti

## Sélection
- Festival Premiers Plans d'Angers 2005[1]

## Réception
Isabelle Danel, dans Première, salue une « fable ambitieuse » mais déplore que le film s'égare dans des « métaphores appuyées ».